# Dryodurgades lamellaris
Dryodurgades lamellaris är en insektsart som beskrevs av Vilbaste 1968. Dryodurgades lamellaris ingår i släktet Dryodurgades och familjen dvärgstritar. Inga underarter finns listade i Catalogue of Life.